# ZAGI A-7
ZAGI A-7 (russisch ЦАГИ А-7, auch ZAGI 7-EA, ЦАГИ 7-ЄА) war ein sowjetischer Tragschrauber aus den 1930er-Jahren. Entwickelt wurde er von Nikolai Kamow, der in späteren Jahren durch die Hubschrauberkonstruktionen des nach ihm benannten Konstruktionsbüros Kamow Bekanntheit erlangte. A steht für Awtoschir (Автожир), Tragschrauber oder Autogiro.

## Entwicklung
1930 wurde im Zentralen Aerohydrodynamischen Institut (ZAGI) eine Abteilung zur Konstruktion von Tragschraubern gegründet, in der einige bekannte Hubschrauberkonstrukteure mitwirkten, so etwa Iwan Bratuchin, Boris Jurjew und Michael Mil. Im selben Jahr erschien die erste Hubschrauberkonstruktion 1-EA. Im Jahr 1931 war der Bau des ersten Tragschraubers 2-EA abgeschlossen. Auf diesen Erfahrungen aufbauend wurde im selben Jahr die Entwicklung eines militärischen Tragschraubers zur Aufklärung und Artilleriebeobachtung mit der Bezeichnung 7-EA vorangetrieben.
Der Erstflug des Prototyps erfolgte am 20. September 1934 durch S. A. Korsinschtschikow als A-7. Die anschließende, über ein Jahr dauernde Flugerprobung wurde am 9. Dezember 1935 abgeschlossen. Sie offenbarte einige Mängel am Leitwerk und am Rotor, worauf das Modell gründlich überarbeitet wurde. Zwischenzeitlich wurde der Tragschrauber am 18. August 1935 auf der 3. Tuschinoer Luftparade durch K. K. Popow der Öffentlichkeit vorgestellt. Die nochmaligen Tests wurden unter der Bezeichnung A-7bis (bis=russisch für „noch einmal“) von Mai 1937 bis zum Juli 1938 zufriedenstellend durchgeführt. Versuchsweise wurde der A-7 mit der Bahn nach Kronstadt verbracht und dort auf den Eisbrecher „Jermak“ verladen, der anschließend zur Evakuierung der Papanin-Polarstation auslief. Da die Expedition jedoch vorher von der „Taimyr“ gerettet wurde, konnte der geplante Einsatz unter arktischen Bedingungen nicht erfolgen.
Anschließend wurde eine fünf Maschinen umfassende Kleinstserie produziert. Ein ziviler Einsatz erfolgte im Agrarbereich zum Versprühen von Chemikalien über Wäldern sowie bei einer geologischen Expedition im Tien-Schan. Nach dem Ausbruch des Krieges zwischen dem Deutschen Reich und der Sowjetunion wurden die A-7 unter der Bezeichnung A-7-3a in einer Staffel unter dem Kommando von P. G. Trofimow bei Smolensk zusammengefasst und sollten für Aufklärungsflüge und zum Abwurf von Flugblättern verwendet werden. Dort diente auch Michail Mil, der an der Entwicklung beteiligt gewesen war, als leitender Ingenieur. Ende August 1941 verlegte die Staffel in den Raum Jelna. Dort geflogene Einsätze fanden nur des Nachts statt, da die relativ langsamen Autogiros ein leichtes Ziel für gegnerische Jagdflugzeuge bildeten.

## Technische Beschreibung
Der A-7 bestand aus einer stoffbespannten, dreiteiligen Rumpfkonstruktion aus Holz mit abgestrebten Tragflächen in Tiefdeckeranordnung und nach oben abgewinkelten Enden sowie einem ebenfalls abgestrebtem Leitwerk. Das Höhenleitwerk war hoch angesetzt, an seiner Unterseite befanden sich Stabilisierungsflächen. Das Fahrwerk war starr und in Heck-, später in Bugradkonfiguration ausgeführt. Es konnten Skier montiert werden. Der Rotor befand sich auf einem Gestell vor den Besatzungskabinen und war dreiblättrig.

## Technische Daten
| ZAGI A-7bis            | ЦАГИ А-7бис                                  |
| ---------------------- | -------------------------------------------- |
| Hersteller             | ZAGI                                         |
| Konstrukteur(e)        | Nikolai Kamow                                |
| Besatzung              | 2                                            |
| Rotorkreisdurchmesser  | 15,2 m                                       |
| Leermasse              | 1300 kg                                      |
| Startmasse             | 2056 kg                                      |
| Antrieb                | ein luftgekühlter 9-Zylinder-Sternmotor M-22 |
| Startleistung          | 355 kW (483 PS)                              |
| Höchstgeschwindigkeit  | 210 km/h                                     |
| Mindestgeschwindigkeit | 46 km/h                                      |
| Gipfelhöhe             | 4800 m                                       |
| Start-/Landestrecke    | 30 m / 20 m                                  |